# Lucien Vogel
Pour les articles homonymes, voir Vogel.

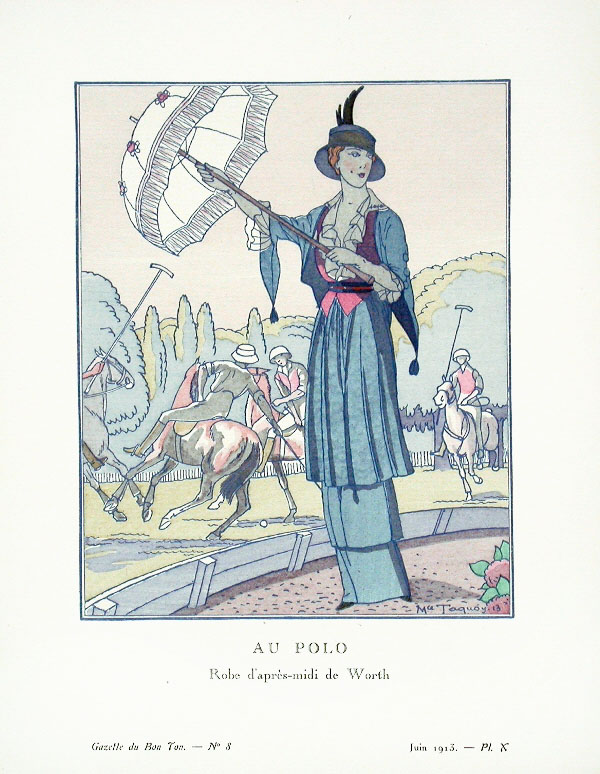
Illustration d'un modèle de Worth pour la Gazette du bon ton, par Maurice Taquoy (juillet 1913)

Lucien Antoine Hermann Vogel, né le 13 décembre 1886 à Paris où il est mort le 7 mai 1954, est un éditeur et homme de presse français, créateur et directeur de plusieurs journaux. Esthète éclairé de son temps et homme du monde et de la mode, il est aussi un militant politique de gauche résolu et un précurseur dans sa profession.

## Biographie
Lucien Vogel est le fils du caricaturiste Hermann Vogel qui enseigne à son fils le dessin et les métiers de l'imprimerie, et lui transmet sa passion pour la rigueur esthétique.
Lucien Vogel suit de courtes études à Paris, et entre dans le domaine de l'édition en 1906,, chez Hachette, où on lui confie la mise en page du magazine La Vie Heureuse, revue féminine universelle illustrée. En 1908, il devient rédacteur en chef d'Art et décoration (Librairie centrale des beaux-arts). Il intègre par la suite le magazine Femina.
Il lance en 1912 son premier magazine, la Gazette du bon ton, recueil d'illustrations et d'éditoriaux, aidé de son épouse. Son intention est d'insuffler un renouveau dans l'art de la presse illustrée pour mieux mettre en valeur l'élégance de son époque.
En 1914, il est mobilisé au Maroc sous les ordres de Lyautey. Il est incorporé comme photographe au Service des Beaux-Arts, des Monuments historiques et des Antiquités. Il est chargé avec son collaborateur, Jean Rhoné, de réaliser des clichés des villes de Meknès, Fès et Marrakech, entre 1915 et 1917. Ces photographies sont actuellement conservées aux Archives des Affaires étrangères à Nantes. Elles sont pour la plupart sous la forme de plaques de verre. Il participe à la publication de plusieurs ouvrages : Jean Gallotti, La maison et le jardin arabe (1926), Soieries marocaines, les ceintures de Fès (1922) et le monumental ouvrage Les monuments mauresques du Maroc (1922-1924).
De 1914 à 1920, la Gazette du bon ton cesse ses publications, à l'exception d'un hors-série franco-américain publié en 1915 à l'occasion de l'Exposition internationale de San Francisco. Il fonde Le Style parisien, petit périodique illustré qui sera racheté deux ans après par Hachette, et Les Élégances Parisiennes, qui reprennent tous deux la mise en page de la Gazette du bon ton.
Il publie la revue Feuillets d'art en 1919 et L'Illustration des modes l'année suivante qui devient Le Jardin des modes en 1922, un magazine résolument tourné vers les avant-gardes artistiques, et qui paraîtra jusqu'en 1997. Après avoir revendu la Gazette du bon ton en 1921 à Condé Montrose Nast (en), il entre aux Éditions Condé Nast et devient directeur artistique de Vogue France pour trois ans, en charge de lancer l'édition française du magazine. Dans les années 1920, il lance également les revues : Costumes de théâtre, ballets et divertissements ; Panorama dramatique : Casanova décors et costumes ; Sports et divertissements ; et Feuillets d'art (initialement lancée en 1919 par Edmond Moussié et Michel Dufet).
Sensible au constructivisme, il est commissaire du pavillon soviétique à l’Exposition internationale des Arts décoratifs de Paris en 1925.
En 1928, il lance le magazine Vu, précurseur des grands magazines d'actualité du XXe siècle, basé sur la photographie, parallèlement à LU qui propose une revue de presse internationale traduite en français. Vu se distinguera par son combat contre le fascisme, le national-socialisme et le franquisme qui embrasent alors l'Europe. Mais Vogel en est licencié à la fin de l'année 1936, puis est écarté du conseil d'administration début 1940 à cause de ses activités politiques. Il rejoint alors Marianne, Le Petit Journal puis Messidor. En 1940, alors que plusieurs couturiers sont présents à Bordeaux, Lucien Vogel les rejoint afin de poursuivre ses activités. Mais la Débâcle fait qu'il se réfugie à New York, jusqu'en 1945, où il rencontre Alexander Liberman qu'il avait recruté pour VU. En février 1947, il assiste avec son beau-frère et sa femme au premier défilé de Christian Dior.
Il publia également de nombreux livres sur l'art, l'architecture et la décoration ou d'auteurs connus comme Max Jacob, André Gide, etc..

## Vie privée
Il épouse en juillet 1908 la fille de l'éditeur Maurice de Brunhoff, Yvonne (dite Cosette), sœur de Jean de Brunhoff le créateur de Babar, et de Michel de Brunhoff, troisième rédacteur en chef de Vogue France dans les années 1930. Cosette Vogel deviendra en 1920 la première rédactrice en chef de Vogue France à la création du magazine. Ils ont pour enfants Marie-Claude, née en 1912, la future résistante et députée communiste Marie-Claude Vaillant-Couturier, l'actrice Nadine Vogel née en 1917 et le comédien Nicolas Vogel né en 1925.

## Oeuvres
- Vogel, Lucien (Ed.). Témoignages de Notre Temps, No. 2: Les Juifs.Paris: Société Anonyme Les Illustrés Français, 1933[19].